# Herbert L. Anderson

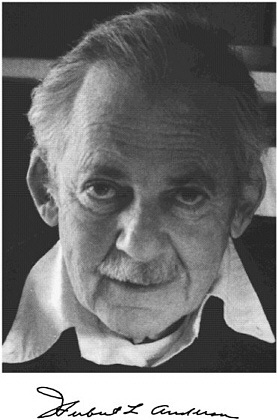
Herbert L. Andersom am Los Alamos Nuclear Laboratory (vor 1985)

Herbert Lawrence Anderson (* 24. Mai 1914 in New York City; † 16. Juli 1988 in Los Alamos) war ein US-amerikanischer Kernphysiker.
Anderson studierte an der Columbia University (Bachelorabschluss 1931, in Elektrotechnik 1935), wo er 1940 bei John Ray Dunning (1907–1975) promovierte. Während dieser Zeit war er am Bau eines Zyklotrons unter Leitung von Dunnington wesentlich beteiligt. Dabei baute er auch weitere Laborgeräte wie Ionisationskammern und Verstärker. Im Januar 1939 war er Mitglied des ersten Teams in den USA, das an der Columbia University die Experimente von Otto Hahn und Fritz Straßmann zur Kernspaltung, die kurz zuvor durch Vorlesungen von Niels Bohr in Princeton bekannt wurden, wiederholte. Unter Fermi experimentierte er weiter zur Untersuchung der Kernspaltung und war auch einer von dessen wichtigsten Assistenten (mit Walter Henry Zinn) beim Bau des ersten Kernreaktors in Chicago 1942. Anderson leitete dann den Bau des CP-2 Reaktors am Argonne National Laboratory und war Berater für DuPont beim Bau der Produktionsreaktoren in Hanford.
Nach dem Krieg ging er mit Fermi an die University of Chicago, wo er ab 1946 Assistant Professor, ab 1947 Associate Professor und ab 1950 Professor war (ab 1977 Distinguished Service Professor). 1958 bis 1962 war er Direktor des dortigen Enrico Fermi Institute. Nachdem er schon zwischenzeitlich immer wieder am Los Alamos National Laboratory gearbeitet hatte, trat er 1978 dem Labor bei und blieb dort bis zu seinem Tod, zuletzt als Senior Fellow.
Er starb an den Folgen einer Beryllium-Verseuchung der Lungen (Berylliose), die er sich vierzig Jahre zuvor bei Experimenten in Fermis Labor zuzog.
1932 wurde er Fellow der American Physical Society. 1955 bis 1957 war er Guggenheim Fellow und 1956/57 als Fulbright Lecturer in Italien. 1982 erhielt er den Enrico-Fermi-Preis. Er war Mitglied der National Academy of Sciences (1960) und der American Academy of Arts and Sciences (1978).

## Schriften (Auswahl)
- H. L. Anderson, E. T. Booth, J. R. Dunning, E. Fermi, G. N. Glasoe, F. G. Slack: The Fission of Uranium. In: Physical Review. Band 55, Nr. 5, 1. März 1939, S. 511–512, doi:10.1103/PhysRev.55.511.2 (englisch).
- H. L. Anderson, E. Fermi, H. B. Hanstein: Production of Neutrons in Uranium Bombarded by Neutrons. In: Physical Review. Band 55, Nr. 8, 15. April 1939, S. 797–798, doi:10.1103/physrev.55.797.2 (englisch).
- H. L. Anderson, E. Fermi, Leo Szilard: Neutron Production and Absorption in Uranium. In: Physical Review. Band 56, Nr. 3, 1. August 1939, S. 284–286, doi:10.1103/physrev.56.284 (englisch).